# Rudolf Oberhauser (Sänger)
Rudolf Oberhauser (15. April 1852 in Wien – 14. März 1929 ebenda) war ein österreichischer Opernsänger (Bariton).

## Leben
Rudolf Oberhauser erhielt seine gesangliche Ausbildung von Professor Moriz Laufer. Sein erstes Engagement fand er 1870 am Breslauer Stadttheater, wo er drei Jahre verblieb, seine hübsche Stimme zur Geltung brachte und sich auch die nötige Bühnenroutine erwarb. 1873 leistete er einem Rufe an das Hoftheater Berlin Folge und gehörte demselben bis zum Jahre 1891 an. Seit dieser Zeit band sich der Künstler an kein festes Engagement mehr, sondern erschien nur noch gastierend auf den verschiedensten Bühnen. Er hatte seinen ständigen Wohnsitz in Berlin aufgeschlagen.